# Xã North Buffalo, Quận Armstrong, Pennsylvania
Xã North Buffalo (tiếng Anh: North Buffalo Township) là một xã thuộc quận Armstrong, tiểu bang Pennsylvania, Hoa Kỳ. Năm 2010, dân số của xã này là 3.011 người.